# 汪始亨
汪始亨（16世紀—1630年代），號月掌，湖廣襄陽府襄陽縣人，明朝政治人物。

## 生平
汪始亨自幼擅長寫文章，天啟元年（1621年）中舉人，次年（1622年）聯捷進士，兵部觀政，三年獲授太常寺博士，四年同考順天府鄉試，因為不肯歸附魏忠賢被列入《東林同志錄》遭罷歸。閹黨敗亡，他獲起用為戶科給事中，曾推薦李長庚、沈惟炳、胡永順、晏清原官起用，又彈劾閹黨人太僕寺少卿李魯生，歷陞刑科右給事中、工科給事中和兵科都給事中，其後因病辭官，在家去世。

## 家族
曾祖汪效良。祖汪敏。父汪文林，增生。